# Allāt
Allāt of Al-Lāt (Arabisch اللات, ook Al-laat, Allaat, Allatu, Al-Ilat, Alilat, Elat) was de Arabische aanduiding voor een pre-islamitische moedergodin die samen met lotsgodin Manāt en liefdesgodin al-‘Uzzá in een godentrias vereerd werd.
Cultusplaatsen waren onder meer  de Syrische stad Palmyra en het Jordaanse Petra van de Nabateeërs, evenals het Zuid-Arabische Mekka en Medina.

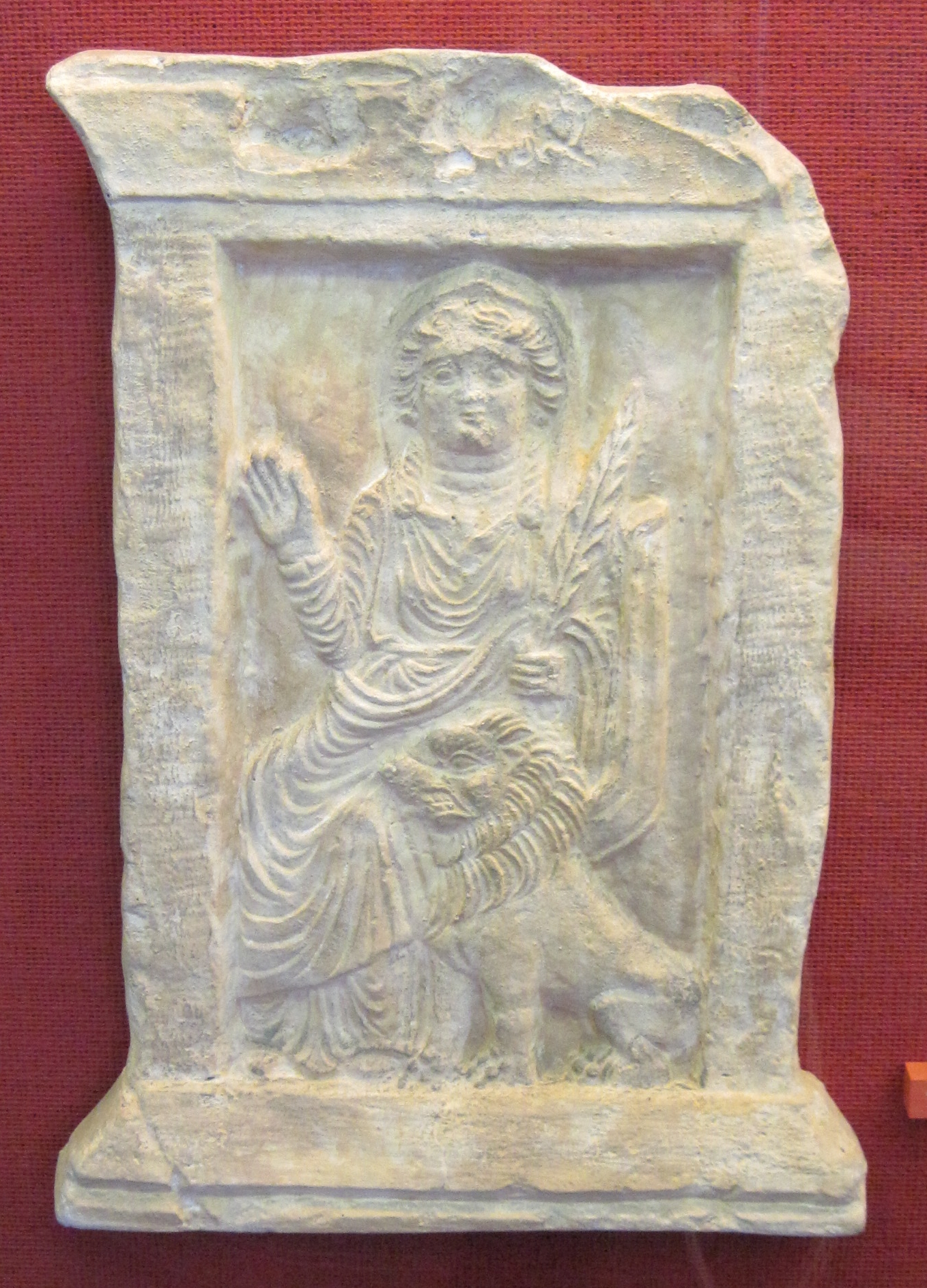
Bas-reliëf van Allāt uit Palmyra, afgebeeld met dadelpalmtak en leeuw

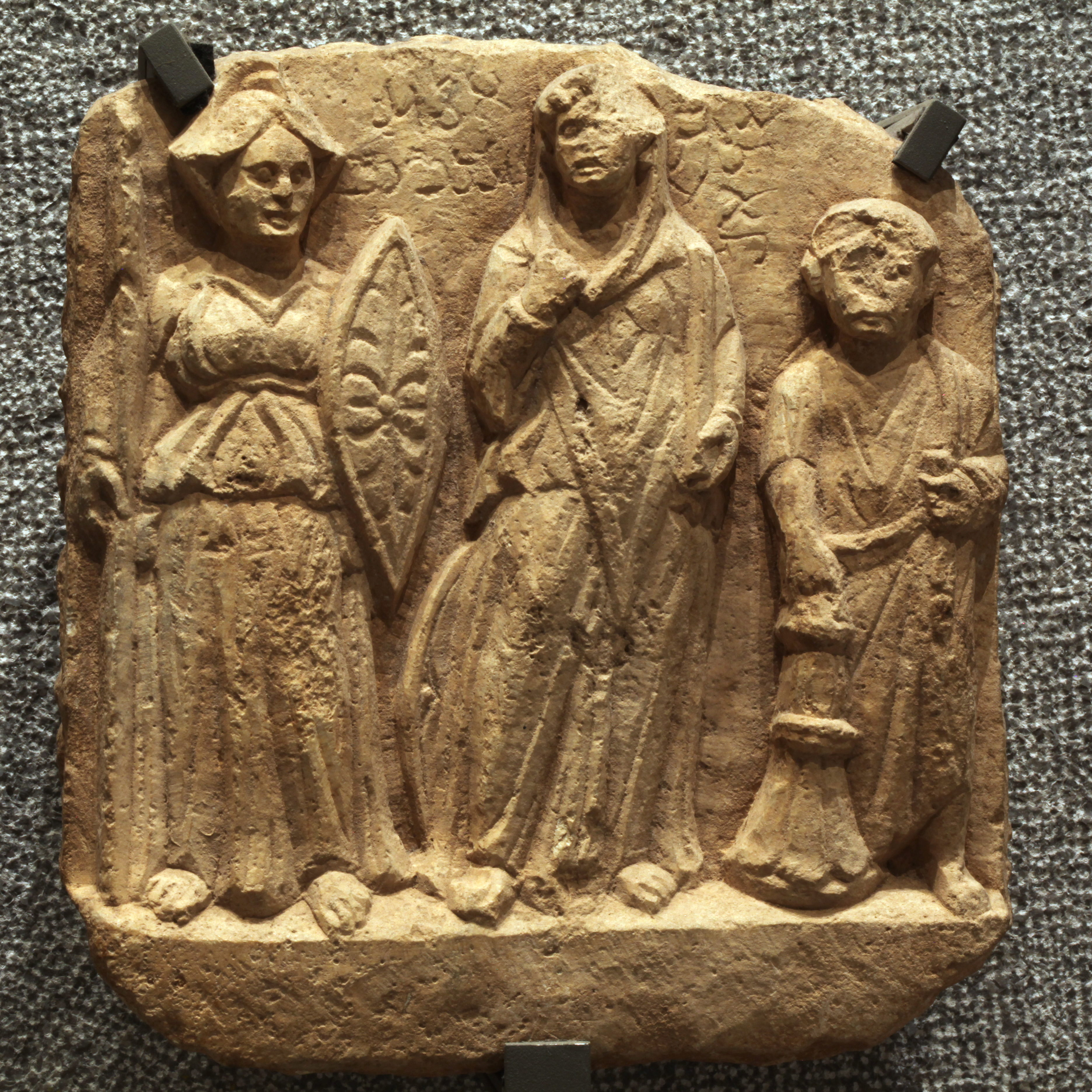
Bas-reliëf: Nemesis, Allāt en de opdrachtgever. Met dank aan het Musée des beaux-arts de Lyon

## Naambetekenis
Allāt wordt vertaald als 'de Godin', zoals in Shalm-Allat ('Vrede van de Godin'). Het is ook verwant aan het West-Semitische Elat dat eveneens 'godin' betekent en waarmee Astarte of Asjera werden aangeduid. Bij de Grieken werd zij Leto genoemd, (de Griekse vorm van het Semitische 'Al-lat' of 'Elat') en bij de Romeinen Latona (stammoeder van Latinum).
Allāt wordt verder in verband gebracht met de Babylonische Allatu, waarmee de onderwereldkoningin en godin van de doden Eresjkigal werd aangeduid. Haar Assyrische naam was Mylitta
Een andere titel, die als epitheton voor Allāt gold, was ar-Rabbah ('Vrouwe').
Herodotus meldt dat zij als de hemelgodin van de Arabieren is gelijk te stellen aan Aphrodite (Venus), en hij is van mening dat ze eveneens was gelijk te stellen aan de Perzische Mitras, met welke naam hij naar Anahita verwees. Latere Arabieren identificeerden haar met Athena.
Allāt kan algemeen met de door Lucianus genoemde Dea Syria worden geassocieerd, doelend op de West-Semitische godin die door de Feniciërs als Athirat werd aangeduid.
De West-Semitische of Hebreeuwse Asjera of Athirat vervulde al duizend tot tweeduizend jaar dezelfde bemiddelende rol als Al-Ilat. Zij werd ook met het epitheton Qodesh aangeduid, wat de 'heilige' of de 'zuivere' betekent, en was aldus verwant aan Qetesh die eveneens staande op een leeuw werd afgebeeld. Athirat werd ook met Elat (godin) aangeduid, de Fenicische spelling van Al-Ilat.

## Afbeelding en attributen
Allāt werd afgebeeld met de tak van een dadelpalm als teken van vruchtbaarheid en staand of zittend op een leeuw als symbool van gedomineerde natuurkracht. Ook de Akkadische Ishtar werd staand op een leeuw afgebeeld, maar de oorsprong van deze symboliek is nog ouder en keert weer in de vorm van meerdere andere lokale godinnen.
Op zeker moment in de geschiedenis wordt Allāt afgebeeld als stadsgodin, met een muurkroon, zoals ook de aan haar verwante godinnen, waaronder de Griekse Cybele of Tyche en vele andere godinnen rond de Middellandse Zee, werden voorgesteld.
De polis symboliseert de versterkte vestingstad, dus dit attribuut kreeg pas vorm nadat steden door stadswallen werden beschermd. Deze traditie zette zich voort in Rome, waar Cybele ook werd vereerd.
Hemellichamen waarmee zij mogelijk verbonden was, waren Venus (de ochtendster) en de zon.

## Cultus
Een bekende tempel van Allāt bevond zich in Palmyra.
Volgens de islamitische ontstaansmythologie maakte Allāt in Mekka samen met Al-Oezza en Manaat deel uit van de 360 goden en godinnen die zouden worden vereerd in de Ka'aba, het latere islamitische heiligdom.
Nabij Petra ontsprong een aan Allāt gewijde bron.
Daar vereerden de Nabateeërs een steen met de naam Allāt. Zij waren oorspronkelijk Arabieren afkomstig van het schiereiland, die zich vanwege hun handelscontacten in het gebied van Jordanië hadden gevestigd. Zij spraken Aramees.
De Allāt van Petra had een zoon genaamd Dusuri of Dushara, te vergelijken met Dumuzi of Tammuz, de geliefde van respectievelijk de Sumerische Inanna en de Akkadische Ishtar. Hij vertegenwoordigde de jaarlijkse cyclus van het leven en sterven van de natuur. Hij daalde jaarlijks af naar de onderwereld, voor hij opnieuw werd geboren.
Bij Elat werd in Tell ed-Duweir (huidige Lachish) een heiligdom opgegraven, gewijd aan haar, op de basislaag van het Midden-Brons. Er werd daarbinnen ook een vaas gevonden met in Kanaänitisch schrift een dedicatie aan Elat (de vrouwelijke El).
Zij werd naar verluidt ook vereerd in Carthago onder de naam Allatu.
Een hedendaagse cultus van Allāt is nog terug te vinden in de religieuze beweging van Russische (Siberische) origine, de "Kring van toegewijden aan de godin Allāt".
Dezelfde bemiddelende functie wordt tot op heden gehandhaafd door vele katholieken, die zich in hun gebeden voor bepaalde vragen liever tot Maria wenden.

## Arabische verwijzingen
In de oudste Arabische bronnen vooral is Allāt een alternatieve naam voor de Mesopotamische godin van de onderwereld, nu gemeenzaam bekend als Eresjkigal.
Deze godin komt voor in vroeg Safaïtische graffiti als han-'Ilāt ('De Godin') en behalve de inwoners van Petra vereerden ook de mensen van Hatra haar. Zij stelden haar nadien gelijk met de Griekse godin Athena en Tyche, en later de Romeinse Minerva. Ze wordt dan ook vaak "De Grote Godin" genoemd in Griekse meertalige inscripties. In de latere Romeinse tijden is dit de Magna Mater. Volgens Wellhausen geloofden de Nabateeërs dat al-Lāt de moeder van Hubal was (en dus de schoonmoeder van Manah).
De Griekse historicus Herodotus, die in de 5e eeuw v.Chr. schreef, beschouwde haar als het equivalent van Aphrodite:

De Assyriërs noemen Aphrodite Mylitta, de Arabieren Alilat, en de Perzen Mitra''.

Volgens Herodotus geloofden de oude Arabieren in het bestaan van slechts twee goden:

Ze geloven in geen andere goden dan Dionysus en de hemelse Aphrodite; en ze beweren dat ze hun haar dragen zoals Dionysus doet, rond het hoofd geknipt en met gladgeschoren slapen. Ze noemen Dionysus Orotalt; en Aphrodite, Alilat''.

ΟΎΡΑΝΊΗΝ ἈΦΡΟΔΊΤΗ ἈΛΙΛΆΤ / ἈΛΊΤΤΑ
אוראניה אַפּרידיטה אַפַלַוַדַתַה אַפָּר
أورانيا آفرودیته آپريديته اللات
Bron (ΠΗΓΥΝΉ) :
Hesiodus Theogonie
Historiën III:38 (Herodotus)
In de Qur'an, wordt zij samen met al-‘Uzzá en Manāt genoemd in Soera De Ster:19-23.
De stam van ‘ād van de Stad met duizend zuilen wordt ook genoemd in Sura 89:5-8, en archeologische vondsten uit Iram tonen veelvuldige inscripties aan haar gericht die de bescherming van een stam van die naam inroepen.
Al-lāt wordt ook expliciet geattesteerd in vroeg-islamitische optekeningen die betrekking hebben op de pre-islamitische periode. Volgens het Boek der Idolen (Kitab al-Asnām) door Hishām ibn al-Kalbi, geloofden de pre-islamitische Arabieren dat Al-lāt in de Ka‘bah huisde en zij hadden ook een beeld van haar in het heiligdom:

Haar bewaking rustte in de handen van de Banū Attāb ibn Mālik van de Thaqīf, die een gebouw had opgericht boven haar. De Qoeraisjstam vereerden al-Lāt zoals alle Arabieren deden. Ze noemden ook hun kinderen naar haar met namen als Zayd al-Lāt en Taym al-Lāt. [...] De verering van Al-Lāt duurde tot de Thaqīf zich tot de Islam bekeerden, toen de Apostel van God al-Mughīrah ibn-Shu‘bah zond, die haar vernielde en haar tempel tot op de grond plat brandde .ibn al-Kalbi, (1952): N.A. Faris, pp. 14-15